# Annette Sergent
Annette Sergent (in erster Ehe Sergent-Palluy, heute Sergent-Petit; * 17. November 1962 in Chambéry) ist eine ehemalige französische Mittel- und Langstreckenläuferin.

## Leben
Siebenmal wurde sie französische Meisterin im Crosslauf (1985–1989, 1992, 1995). Außerdem errang sie zweimal den nationalen Titel über 1500 Meter, fünfmal über 3000 Meter und einmal in der Halle über 3000 Meter.
Zahlreiche französische Rekorde wurde von ihr aufgestellt:
- 1 Meile, 4:39,35 min, 2. August 1985, London
- 2000 m: 5:39,00 min: 11. Juli 1986, London
- 3000 m: 8:52,32 min, 5. Juni 1985, Saint-Maur-des-Fossés
  - 8:50,56 min, 16. Juli 1985, Nizza
  - 8:46,94 min, 15. Juli 1986, Nizza
  - 8:46,12 min, 19. August 1987, Zürich
  - 8:44,19 min, 10. Juli 1988, Nizza
- 5000 m: 15:32,92 min, 22. Juli 1986, Paris
  - 15:18,24 min, 25. August 1988, Berlin
  - 15:16,44 min, 7. September 1990, Athen
- 10.000 m: 32:04,78 min, 2. Juli 1988, Oslo
  - 31:51,68 min, 31. August 1990, Split

Auf internationaler Ebene hatte sie ihre größten Erfolge bei den Crosslauf-Weltmeisterschaften. 1987 und 1989 wurde sie Weltmeisterin, 1986 und 1988 gewann sie Bronze. Mit der Mannschaft holte sie 1987 und 1989 Silber sowie 1986, 1988 und 1993 Bronze.
Auf der Bahn gewann sie Bronze über 10.000 Meter bei den Europameisterschaften 1990 in Split. Dreimal war sie Teilnehmerin an Olympischen Spielen. 1988 in Seoul wurde sie Zwölfte über 3000 Meter und 19. über 10.000 Meter, 1984 in Los Angeles schied sie im Vorlauf über 3000 Meter und 1992 in Barcelona im Vorlauf über 10.000 Meter aus. Bei den Weltmeisterschaften kam sie 1991 in Tokio über 10.000 Meter auf den 19. Platz, 1987 in Rom und 1993 in Stuttgart schied sie im Vorlauf über 3000 Meter aus.
Die 1,57 m große und zu Wettkampfzeiten 47 kg schwere Athletin setzt sich heute für die Förderung des Crosslaufs bei der Jugend ein.